# Police Quest: Open Season
 (octobre 2016).
Si vous disposez d'ouvrages ou d'articles de référence ou si vous connaissez des sites web de qualité traitant du thème abordé ici, merci de compléter l'article en donnant les références utiles à sa vérifiabilité et en les liant à la section « Notes et références ».
Police Quest: Open Season est le quatrième volet de la franchise créée par Sierra Entertainment. Le jeu est sorti en 1993 et a été conçu par un policier à la retraite : Daryl Gates, qui fut le chef de la police du Los Angeles Police Department (LAPD) entre 1978 et 1992. Il remplace ainsi l'officier Jim Walls qui était le précédent concepteur de la franchise.
Le jeu est connu comme étant Police Quest 4 (PQ4), comme indiqué sur les fichiers et manuel du jeu ainsi que dans les crédits de fin. Pourtant le numéro n'apparait jamais sur l'écran du jeu.

## Histoire
Le jeu démarre dans une ruelle du quartier de South Central à Los Angeles vers 3 h du matin. Carey découvre que son meilleur ami et ex partenaire, l'officier Bob Hickman, a été tué ainsi qu'un petit garçon de huit ans, Bobby Washington. Il semble que les meurtres soient liés à un gang, ce qui permet à Carey de démarrer son enquête.

## Réalisme
Le jeu est connu pour être très réaliste et en accord avec le travail d'un enquêteur, poussant ainsi le joueur à opérer selon les différentes procédures de la police.[réf. nécessaire] Chaque scène de crime doit ainsi être minutieusement analysée. Il est à noter que le CD du jeu contient d'ailleurs des copies officielles des procédures dédiées aux employés de la police de Los Angeles.

## Accueil
- Adventure Gamers : 2/5[1]